# Бенедикто де Мораес Менезес
Бенедикто де Мораес Менезес (Рио де Жанеиро, 30. октобра 1906. — 11. фебруара 1944) био је бразилски фудбалер. Играо је за репрезентацију Бразила  на првом светском првенству у фудбалу .